# Kanton Metz-Ville-1
Metz-Ville-1 is een voormalig kanton van het Franse departement Moselle. Het kanton maakte deel uit van het arrondissement Metz-Ville.
Het kanton omvatte tot het begin 2015 werd opgeheven uitsluitend een deel van de gemeente Metz.